# Ługowoje (obwód kurski)
Ługowoje (ros. Луговое) – wieś (ros. село, trb. sieło) w zachodniej Rosji, w sielsowiecie pietrowskim rejonu chomutowskiego w obwodzie kurskim.

## Geografia
Miejscowość położona jest nad rzeką Niestuń, 14 km od centrum administracyjnego sielsowietu pietrowskiego (Pody), 29,5 km od centrum administracyjnego rejonu (Chomutowka), 90 km od Kurska.
W granicach miejscowości znajdują się ulice: Kumowka, Sadowaja.

## Historia
Do roku 1963 wieś istniała pod nazwą „Studienok”.
Do czasu reformy administracyjnej w roku 2010 wieś Ługowoje była centrum administracyjnym sielsowietu ługowskiego. W tymże roku doszło do włączenia sielsowietów podowskiego i ługowskiego w sielsowiet pietrowski, a wieś Pody zastąpiła Pietrowskoje jako centrum administracyjne.

## Demografia
W 2010 r. miejscowość zamieszkiwało 176 osób.

## Atrakcje
- Grodziszcze (X-XVII wiek)[2]